# Saison St-Feuillien
Saison St-Feuillien is een Belgisch bier van hoge gisting.
Het bier wordt gebrouwen in Brasserie St-Feuillien te Le Roeulx.
Het is een donkerblond ongefilterd bier, type saison met een alcoholpercentage van 6,5%.